# Кирил Манасиев
Кирил Стефанов Манасиев е български общественик и емигрантски деец от Македония.

## Биография
Кирил Манасиев е роден на 23 юни 1909 година в град Гевгели, тогава в Османската империя. Той е братов внук на бащата на войводата Аргир Манасиев. Основното си образование получава в родния град, а през 1924 година се изселва с родителите си в България. Самоиздържа се като работи и същевременно става секретар на Гевгелийското благотворително братство в София. През 1931 година става основател и пръв председател на чителище „Роден край“ в Гевгелийската махала в София, а от 1933 година издава едноименно списание „Роден край“. Започва да публикува сатирични, социално-патриотически стихотворения, разкази, хуморески и драматични текстове в различни български ежедневни и периодични издания. Използва псевдонимите Виолетко, Вио, Лоранс, Л-с, Неранзин и Вечерин.
Сближава се с активистите на лявото течение в Македонското освободително движение Ангел Динев и Димитър Зафировски и подпомага техните издания „Македонски вести“ (1935-1936) и „Македонска земя“ (1936). Умира на 18 април 1936 година в София.